# Mykh-Imi Corona
La Mykh-Imi Corona è una struttura geologica della superficie di Venere.